# Biskupi Nassau
Biskupi Nassau – lista biskupów ordynariuszy i biskupów pomocniczych pełniących swoją posługę na terenie obecnej archidiecezji Nassau.

## Ordynariusze

### Prefekci apostolscy Bahamów (1929-1941)
| L.p. | Lata rządów | Imię i nazwisko                       | Informacje dodatkowe       |
| ---- | ----------- | ------------------------------------- | -------------------------- |
| *    | 1929–1931   | sede vacante                          |                            |
| 1.   | 1931–1941   | bp John Bernard Kevenhoerster, O.S.B. | Biskup tytularny Camuliana |

### Wikariusze apostolscy Bahamów (1941-1960)
| L.p. | Lata rządów | Imię i nazwisko                       | Informacje dodatkowe       |
| ---- | ----------- | ------------------------------------- | -------------------------- |
| 1.   | 1941–1949   | bp John Bernard Kevenhoerster, O.S.B. | Biskup tytularny Camuliana |
| 2.   | 1949–1960   | bp Paul Leonard Hagarty, O.S.B.       | Biskup tytularny Arba      |

### Biskupi ordynariusze (1960-1999)
| L.p. | Lata rządów | Imię i nazwisko                  | Informacje dodatkowe |
| ---- | ----------- | -------------------------------- | -------------------- |
| 1.   | 1960–1981   | bp Paul Leonard Hagarty, O.S.B.  |                      |
| 2.   | 1981–1999   | bp Lawrence Aloysius Burke, S.J. |                      |

### Arcybiskupi metropolici (od 1999 r.)
| L.p. | Lata rządów | Imię i nazwisko                   | Informacje dodatkowe |
| ---- | ----------- | --------------------------------- | -------------------- |
| 2.   | 1999–2004   | abp Lawrence Aloysius Burke, S.J. |                      |
| 3.   | od 2004 r.  | abp Patrick Pinder                |                      |

## Biskupi pomocniczy
- 2003–2004: bp Patrick Pinder, biskup tytularny Casae Calanae